# Кубиш, Ян (политик)
Ян Кубиш (словац. Ján Kubiš; род. 12 ноября 1952 года, Братислава, Чехословакия) — словацкий дипломат и государственный деятель. В прошлом — специальный посланник генерального секретаря ООН в Ливии (МООНПЛ) с 18 января по ноябрь 2021 года, специальный координатор ООН по Ливану (2019—2021), специальный представитель генерального секретаря в Афганистане (МООНСА) (2011—2014), министр иностранных дел Словакии (2006—2009), генеральный секретарь ОБСЕ (1999—2005).

## Биография
После учёбы в Московском государственном институте международных отношений, Ян Кубиш в 1976 году начал дипломатическую карьеру. С 1980 по 1985 год он работал в чехословацком посольстве в Аддис-Абебе (Эфиопия). В 1985—1988 годах возглавлял отдел, занимавшийся безопасностью и контролем над вооружениями в Министерстве иностранных дел. С 1989 по 1991 год работал в чехословацком посольстве в Москве. С 1991 по 1992 год был генеральным директором Евро-атлантической секции в Министерстве иностранных дел Чехословакии.
С января 1993 по июнь 1994 года Кубиш был постоянным представителем Словацкой Республики при Отделении ООН в Женеве, а также ГАТТ и других международных организациях. В 1994 году был главным переговорщиком по Пакту стабильности в Европе. В 1994—1999 годах — директор Центра по предотвращению конфликтов ОБСЕ, спецпредставитель генерального секретаря ООН в Таджикистане и глава миссии военных наблюдателей ООН в Таджикистане (ЮНМОТ).
15 июня 1999 года Ян Кубиш стал генеральным секретарём ОБСЕ. Кроме того, он в 2000 году стал специальным посланником действующего председателя ОБСЕ по Центральной Азии.
В декабре 2001 года он был утверждён в должности генерального секретаря ОБСЕ на второй срок.
В 2005—2006 годах был специальным представителем Европейского союза в Центральной Азии.
С июля 2006 по январь 2009 года занимал пост министра иностранных дел Словакии в правительстве Роберта Фицо.
В 2009—2011 годах — исполнительный секретарь Европейской экономической комиссии (ЕЭК) ООН.
В ноябре 2011 года назначен специальным представителем генерального секретаря ООН по Афганистану и главой Миссии ООН по оказанию помощи Афганистану (МООНСА). Вступил в должность 1 января 2012 года сменив Стаффана Де Мистуру.
В 2015—2018 годах — специальный представитель Генерального секретаря ООН по Ираку.
В 2019—2021 годах — специальный координатор ООН по Ливану.
16 января 2021 года утверждён в должности специального посланника генерального секретаря ООН по Ливии и главы миссии ООН по поддержке Ливии (UNSMIL). В ноябре подал в отставку.
Кубиш женат и имеет дочь.

## Награды
- Командор ордена Почётного легиона
- Орден «Дусти»[6]
- Орден Достык 2 степени (Казахстан, 2012)[7]
- Юбилейная медаль «Независимый, Постоянно Нейтральный Туркменистан» (2015)[8]
- Юбилейная медаль «25 лет Нейтралитета Туркменистана» (2020, Туркменистан)